# Meurtres des Indiens Osage

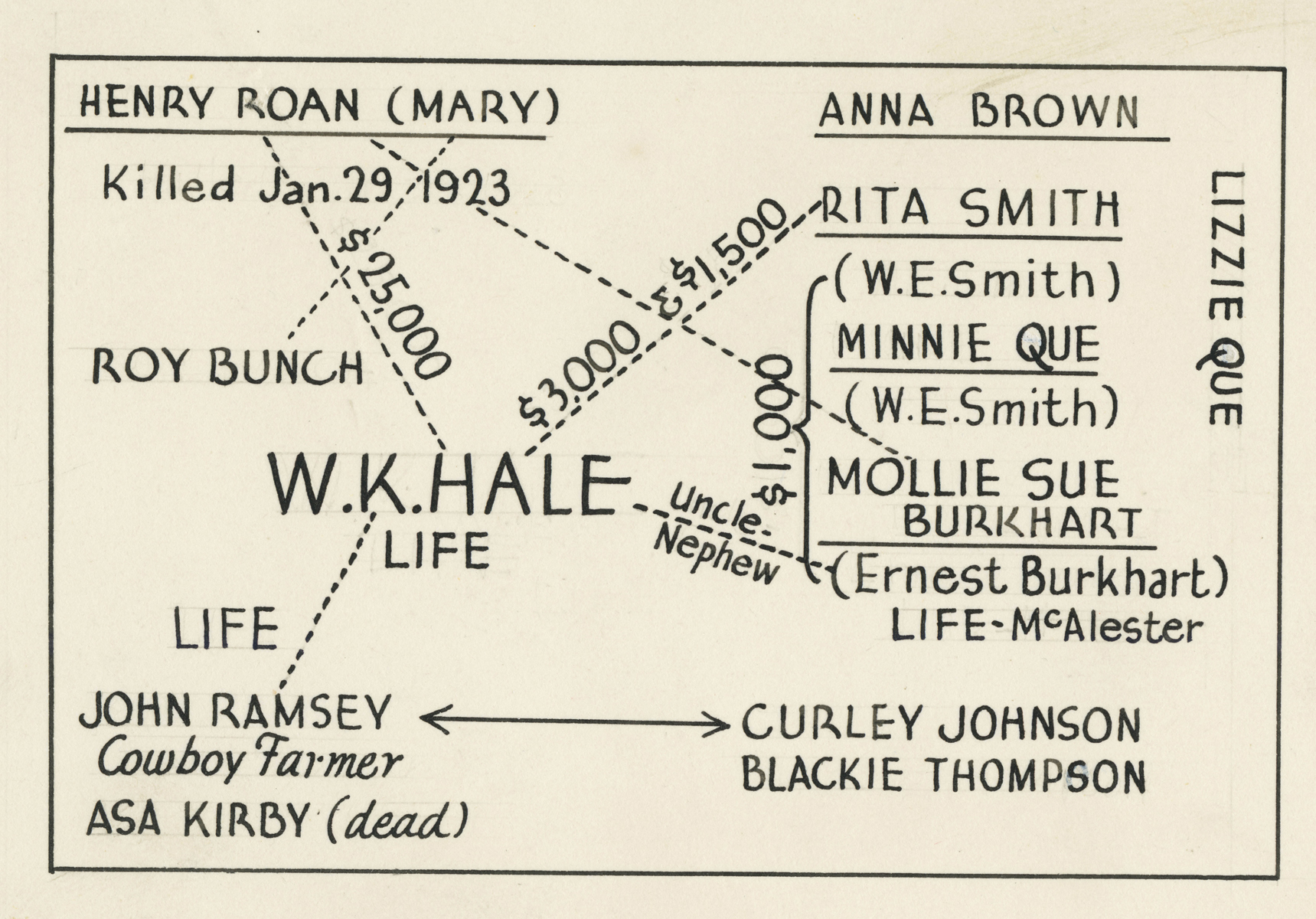
Document de l'affaire « Hale–Ramsey », Oklahoma Historical Society Photo Archives.

Les meurtres des Indiens Osage sont une série de meurtres d'amérindiens autochtones osages dans le comté d'Osage en Oklahoma, aux États-Unis, au cours des années 1910-1930 ; les journaux ont décrit le nombre croissant de meurtres non résolus comme le règne de la terreur, qui a duré de 1921 à 1926. Une soixantaine ou plus d'autochtones osages riches auraient été tués de 1918 à 1931. Cependant, de nouvelles enquêtes indiquent que d'autres décès suspects au cours de cette période auraient pu être mal signalés ou dissimulés, y compris ceux d'héritiers de fortunes futures.
Certains des meurtres ont été commis dans le but de s'emparer des terres et de la richesse des Osages, dont les terres produisaient du précieux pétrole et qui avaient chacun des droits rapportant des redevances annuelles lucratives. L'enquête menée par les forces de l'ordre, y compris le Bureau of Investigation (BOI), l'agence précédant le Federal Bureau of Investigation (FBI), a également révélé une corruption importante parmi les fonctionnaires locaux impliqués dans le programme de tutelle Osage. La plupart des meurtres n'ont jamais été résolus, mais certaines personnes ont été reconnues coupables et condamnées, dont William Hale, qui a ordonné le meurtre de l'épouse de son neveu et d'autres membres de sa famille, pour prendre le contrôle de leurs droits pétroliers.
Le Congrès des États-Unis a modifié la loi pour interdire aux non-osages d'hériter des droits des Osages ayant la moitié ou plus d'ascendance autochtone. Le gouvernement américain a continué à gérer les baux et les redevances des terres productrices de pétrole, et la communauté s'est inquiétée de ces actifs. En 2000, la nation Osage a déposé une plainte contre le ministère de l'Intérieur, alléguant qu'il n'avait pas correctement géré les actifs ni payé aux gens les redevances qui leur étaient dues. La poursuite a été réglée en 2011 pour 380 millions de dollars et des engagements à améliorer la gestion du programme,.

## Contexte

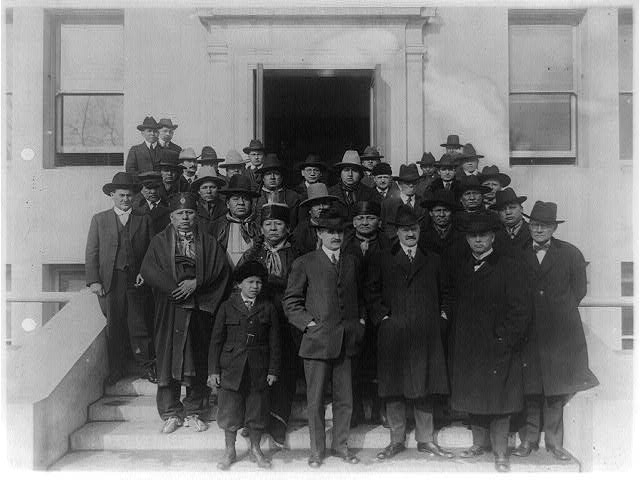
Conseil des Osages à Washington en 1909, pour défendre leurs droits d'exploration et de production de pétrole sur des terres appartenant à la nation Osage, bibliothèque du Congrès.

En 1897, du pétrole a été découvert dans la réserve indienne d'Osage, dans l'actuel comté d'Osage, Oklahoma. Le département américain de l'Intérieur a géré des baux pour l'exploration et la production de pétrole sur des terres appartenant à la nation Osage par l'intermédiaire du Bureau des affaires indiennes et a ensuite géré les redevances, en payant des allocataires individuels. Dans le cadre du processus de préparation de l'Oklahoma au statut d'État, le gouvernement fédéral a alloué 266 ha en 1907 à chaque Osage sur les listes tribales ; par la suite, eux et leurs héritiers légaux, qu'ils soient Osage ou non, avaient des « droits par tête » sur les redevances de production pétrolière, en fonction de leurs attributions de terres. La tribu détenait les droits miniers en commun et payait ses membres selon un pourcentage lié à leurs avoirs.
En 1920, le marché du pétrole a connu une croissance spectaculaire et apporté beaucoup de richesse aux Osages. En 1923, « la tribu a empoché plus de trente millions de dollars, l'équivalent aujourd'hui de plus de quatre cents millions de dollars ». Partout aux États-Unis, les gens étaient au courant de leur fabuleuse richesse : les Osages étaient surnommés « la nation, le clan ou le groupe social le plus riche de toutes les races sur terre, y compris les Blancs ». Certains Osage ont utilisé leurs redevances pour envoyer leurs enfants dans des écoles privées ; d'autres ont acheté des voitures de luxe, des vêtements et des bijoux et ont voyagé en Europe ; et les journaux à travers le pays ont couvert leurs activités. Avec des dizaines de milliers de travailleurs du pétrole, le boom pétrolier a attiré de nombreux opportunistes blancs dans le comté d'Osage ; comme les caractérise l'écrivain Robert Allen Warrior, certains étaient des entrepreneurs, tandis que d'autres étaient des criminels, cherchant à s’emparer des biens des Osages par le meurtre si nécessaire.
Croyant que les Osages ne seraient pas en mesure de gérer leur nouvelle richesse, ou faisant pression sur les Blancs qui en voulaient une part, le Congrès des États-Unis a adopté en 1921 une loi exigeant que les tribunaux nomment des tuteurs pour chaque Osage de sang-mêlé, et qui géreraient leurs redevances et leurs affaires financières jusqu'à ce qu'il fasse preuve de « compétence ». Dans ce système, même les mineurs ayant moins de la moitié du sang Osage devaient avoir des tuteurs nommés, que ces mineurs aient ou non des parents vivants. Les tribunaux nommaient les tuteurs parmi des avocats ou des hommes d'affaires blancs locaux. Les incitations à la criminalité étaient écrasantes : ces gardiens ont souvent manœuvré légalement pour voler les terres des Osages, leurs droits ou redevances ; d'autres sont soupçonnés d'avoir assassiné leurs protégés pour obtenir les droits de tête,.
À cette époque, huit avocats travaillaient à Pawhuska, siège du comté d'Osage, qui comptait 8 000 habitants ; on disait qu'il y avait plus d'avocats qu'à Oklahoma City, qui comptait 140 000 habitants. En 1924, le ministère de l'Intérieur accuse deux douzaines de gardiens d'Osage de corruption dans l'administration des devoirs liés à leurs charges, mais tous évitent la punition en concluant un règlement à l'amiable. Ces gardiens auraient escroqué des millions de dollars. En 1929, 27 millions de dollars étaient toujours détenus par le Guardian System, l'organisation créée pour protéger les intérêts financiers de 883 familles osages dans le comté d'Osage.

## Meurtres dans le comté d'Osage

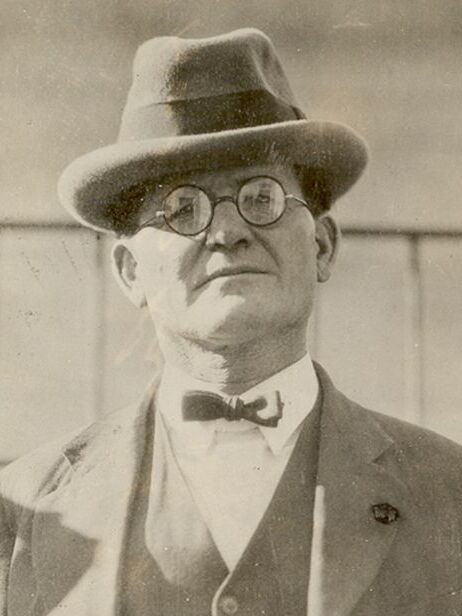
L'éleveur William Hale, en 1922.

Au début des années 1920, l'ouest des États-Unis a été secoué par les meurtres signalés de dix-huit Osages et de trois non-autochtones dans le comté d'Osage en peu de temps. Les journaux du Colorado ont rapporté les meurtres comme le « règne de la terreur » sur la réserve d'Osage. Certains meurtres semblaient concerner plusieurs membres d'une même famille.
Le 27 mai 1921, des chasseurs locaux ont découvert le corps en décomposition d'Anna Brown, 36 ans, dans un ravin isolé du comté d'Osage. Incapables de trouver le meurtrier, les autorités locales ont jugé sa mort accidentelle en raison d'un empoisonnement à l'alcool et classé l'affaire. Anna Brown était divorcée, l'homologation a donc accordé sa succession à sa mère, Lizzie Q. Kyle. Kelsie Morrison, a admis plus tard avoir assassiné Anna Brown et a témoigné que William Hale, un important éleveur local, lui avait demandé de le faire. En plus de son aveu, Morrison a impliqué Bryan Burkhart, neveu de Hale et ex-petit ami de Anna Brown, dans ce meurtre. Morrison a témoigné qu'après avoir rencontré Anna Brown chez sa sœur Mollie, lui et Burkhart l'ont emmenée ivre à Three Mile Creek, où Morrison l'a abattue.
Le corps d'un autre Osage, cousin d'Anna Brown, Charles Whitehorn (également connu sous le nom de Charles Williamson), a été découvert près de Pawhuska le même jour ; Whitehorn avait été abattu. Deux mois plus tard, Lizzie Q. Kyle a également été tuée. Lizzie avait alors des droits de tête pour elle-même et avait hérité des droits de tête de son défunt mari et de ses deux filles. Ses héritiers sont devenus fabuleusement riches.
Le 6 février 1923, Henry Roan, autre cousin d'Anna Brown (également connu sous le nom de Henry Roan Horse), a été retrouvé dans sa voiture sur la réserve d'Osage, mort d'une balle dans la tête. Roan avait également un lien financier avec William Hale, lui ayant emprunté 1 200 $. Hale s'est arrangé pour devenir frauduleusement le bénéficiaire de la police d'assurance-vie de 25 000 $ de Roan. Un mois plus tard, le 10 mars 1923, une bombe a détruit la résidence de Fairfax de la sœur d'Anna Brown, Rita Smith, la tuant avec sa domestique, Nettie Brookshire. Le mari de Rita, Bill Smith, a été grièvement blessé par l'explosion et est décédé quatre jours plus tard. Peu de temps avant, Bill a fait une déclaration impliquant ses meurtriers présumés et a nommé la succession de son épouse. Des enquêtes ultérieures ont révélé que la bombe contenait 19 litres de nitroglycérine.
Le 28 juin 1923, Hale et son neveu Burkhart mettent George Bigheart, fils du dernier chef Osage, dont William Hale était le tuteur, dans un train pour Oklahoma City afin d'être transporté à l'hôpital,,. Les médecins soupçonnaient qu'il avait ingéré du whisky empoisonné. George Bigheart a appelé l'avocat William « WW » Watkins Vaughan de Pawhuska, lui demandant de venir à l'hôpital dès que possible pour une réunion urgente. W.W. Vaughan s'exécute et les deux hommes se rencontrent cette nuit-là. Bigheart avait déclaré qu'il avait des soupçons sur le commanditaire des meurtres et avait accès à des documents incriminants qui prouveraient ses affirmations. W.W. Vaughan est monté à bord d'un train cette nuit-là pour retourner à Pawhuska, mais a disparu le lendemain matin lorsque le portier Pullman est allé le réveiller ; sa couchette dans le train n'avait pas été utilisée. Son corps a été retrouvé plus tard, le crâne écrasé, à côté de la voie ferrée près de Pershing, à environ cinq miles au sud de Pawhuska. George Bigheart est décédé à l'hôpital le matin même.
Treize autres décès d'hommes et de femmes Osage de sang pur, qui avaient des tuteurs nommés par les tribunaux, ont été signalés entre 1921 et 1923. En 1925, au moins soixante riches Osages étaient morts et leurs terres avaient été héritées ou cédées à leurs tuteurs, qui étaient des avocats et des hommes d'affaires blancs locaux. Le Bureau of Investigation (BOI), l'agence qui a précédé le Federal Bureau of Investigation (FBI), a trouvé trace d'un marché passé avec des tueurs à gages pour éliminer les Osages et accaparer leurs richesses. En 1995, l'écrivain Robert Allen Warrior a écrit que, se promenant dans un cimetière d'Osage, il y avait vu « le nombre démesuré de jeunes qui sont morts pendant cette période ».
En 1925, les anciens de la tribu Osage, avec l'aide de l'officier de justice local James Monroe Pyle, avaient sollicité l'aide du BOI lorsque les responsables locaux et de l'État n'ont pu résoudre le nombre croissant de meurtres. Pyle a présenté ses preuves de meurtre et de complot et a demandé une enquête. Le BOI a envoyé Tom White pour la mener. En raison du grand nombre de pistes et de la constatation que la police était corrompue, White a décidé qu'il serait le visage public de l'enquête tandis que la plupart des agents travailleraient sous couverture. Les autres agents recrutés étaient : un ancien shérif du Nouveau-Mexique ; un ancien Texas Ranger ; John Burger, qui avait travaillé sur l'enquête précédente ; Frank Smith; et John Wren, un Amérindien de la Nation Ute, auparavant espion pour les révolutionnaires mexicains.

## Enquête
Le conseil tribal d'Osage soupçonnait William Hale d'être responsable de la plupart des décès. Le commissaire aux affaires indiennes du ministère de l'Intérieur a envoyé quatre agents en tant qu'enquêteurs infiltrés. Travaillant pendant deux ans, les agents ont découvert un réseau criminel dirigé par Hale, connu dans le comté d'Osage sous le nom du « roi des collines Osage ». Hale et ses neveux, Ernest et Bryan Burkhart, avaient émigré du Texas vers le comté d'Osage pour trouver des emplois dans les champs pétrolifères. Sur place, ils ont découvert l'immense richesse des membres de la nation Osage grâce aux redevances payées sur les baux sur les terres productrices de pétrole. L'objectif de Hale était d'accaparer la richesse de plusieurs membres de la tribu, y compris l'épouse Osage de son neveu, dernière survivante de sa famille.
Pour s'emparer d'une partie de cette richesse, William Hale a persuadé Ernest Burkhart d'épouser Mollie Kyle, Osage de sang pur. Il a ensuite organisé les meurtres des sœurs de Mollie, de son beau-frère, de sa mère et de son cousin, Henry Roan, pour tirer profit des polices d'assurance et des droits de tête de chaque membre de la famille. D'autres témoins et participants ont été assassinés alors que l'enquête sur le complot s'étendait. Mollie et Ernest Burkhart ont hérité de tous les droits de tête de sa famille. Les enquêteurs ont rapidement découvert que Mollie était déjà empoisonnée.

## Accusations et procès
William Hale, ses neveux et l'un des employés du ranch qu’ils ont embauchés ont été accusés du meurtre de la famille de Mollie Kyle. Hale a été officiellement accusé du meurtre de Roan, tué sur les terres de la réserve d'Osage, ce qui en fait un crime fédéral. Deux de ses complices étaient décédés avant la fin des investigations de la Commission d'enquête. Hale et ses associés ont été condamnés dans des procès étatiques et fédéraux de 1926 à 1929, qui ont changé de lieu, suspendu des jurys, des appels et annulé des verdicts. En 1926, Ernest a plaidé coupable d'avoir participé au complot.
John Ramsey a avoué dès son arrestation avoir participé au meurtre de Roan : Hale lui avait promis cinq cents dollars et une nouvelle voiture. Ramsey a rencontré Roan sur une route à l'extérieur de Fairfax, et ils ont bu du whisky, puis Ramsey a tiré dans la tête de Roan. Par la suite, il a changé son histoire, affirmant que le vrai tueur était Curly Johnson. Son complice, Bryan Burkhart, un autre neveu, avait fait état de preuves. Les procès ont été couverts par des journaux nationaux et des magazines. Condamnés à la réclusion à perpétuité, Hale, Ramsey et Ernest Burkhart ont ensuite obtenu une libération conditionnelle malgré les protestations des Osages.
Divers habitants de Pawhuska ont demandé au gouverneur de l'Oklahoma, Jack C. Walton, de mener une investigation approfondie sur la mort de Charles Bigheart et de son avocat, William Vaughan. Walton a assigné Herman Fox Davis à l'enquête. Mais peu après, Davis a été reconnu coupable de corruption. Walton a plus tard gracié Davis, et l'enquête sur Bigheart et Vaughan n'a jamais été terminée.
Dans le cas des meurtres de Smith, Ernest Burkhart fut bientôt convaincu que même l'argent de son épouse et l'influence politique de son oncle ne pouvaient le sauver. Il changea son plaidoyer de culpabilité et demanda à être condamné à la réclusion à perpétuité plutôt que de recevoir la peine de mort. Il retourna les preuves de l'État, désignant son oncle comme responsable du complot de meurtre. Burkhart déclara qu'il avait utilisé une personne appelée Henry Grammer comme intermédiaire pour engager un criminel professionnel nommé Asa « Ace » Kirby afin de commettre les meurtres. Grammer et Kirby furent tués avant de pouvoir témoigner. La tentative d'Ernest Burkhart de tuer son épouse échoua. Mollie, fervente catholique, avait dit à son prêtre qu'elle craignait d'être empoisonnée à la maison. Celui-ci lui conseilla de ne toucher à l'alcool en aucune circonstance. Il alerta également un des agents du FBI. Mollie se remit du poison déjà consommé et, après les procès, divorça d'Ernest. Mollie Burkhart Cobb est décédée de causes indépendantes le 16 juin 1937. Ses enfants ont hérité de tous ses biens.
Au début des années 1990, le journaliste Dennis McAuliffe du Washington Post a enquêté sur la mort suspecte de sa grand-mère, Sybil Beekman Bolton, une Osage décédée en 1925 à 21 ans. Dans sa jeunesse, on lui avait dit qu'elle était morte d'une maladie rénale, puis par suicide. Ses doutes découlaient de diverses preuves contradictoires. Dans son enquête, McAuliffe a découvert que le BOI croyait que les meurtres de plusieurs femmes osages « avaient été commis ou ordonnés par leurs maris ». La plupart des meurtres d'Osages au début des années 1920 n'ont pas été résolus. McAuliffe a découvert que lorsque Bolton était mineure, le tribunal avait nommé son beau-père blanc, l'avocat Arthur « AT » Woodward, comme son tuteur. Woodward avait également été conseiller tribal nommé par le gouvernement fédéral, et il avait la tutelle de quatre autres femmes osages, dont chacune était décédée en 1923. McAuliffe a appris que le meurtre de sa grand-mère avait été dissimulé par un faux certificat de décès. Il en est venu à croire que Woodward était responsable de sa mort. Son livre sur son enquête, Bloodland: A Family Story of Oil, Greed and Murder on the Osage Reservation, publié en 1994, présente un récit de la corruption et des meurtres au cours de cette période.
Les responsables du comté d'Osage ont cherché à se venger de Pyle pour son rôle dans la révélation des meurtres. Craignant pour sa vie, Pyle et son épouse se sont enfuis en Arizona, où il a de nouveau servi comme officier de justice. Il y est mort en 1942.

## Modification de la loi
Pour essayer d'empêcher la poursuite de la criminalité et de protéger les Osages, en 1925, le Congrès a adopté une loi interdisant aux non-Osages d'hériter des droits de tête des Osage qui avaient la moitié ou plus d'ascendance amérindienne.

## Poursuite en gestion de fiducie
Le ministère de l'Intérieur a continué à gérer les terres en fiducie et à payer des frais aux Osages avec des droits de tête. En 2000, la tribu a intenté une action en justice contre le département, alléguant que la gestion par le gouvernement fédéral des actifs en fiducie avait entraîné des pertes historiques pour ses fonds en fiducie et ses revenus d'intérêts,. C'était après qu'un important recours collectif a été déposé contre les départements de l'Intérieur et du Trésor en 1996 par Elouise Cobell (Blackfeet) au nom d'autres Amérindiens, pour des raisons similaires.
En 2011, le gouvernement américain a réglé le problème avec les Osages pour 380 millions de dollars. Le règlement a également renforcé la gestion des actifs fiduciaires de la tribu et amélioré les communications entre le ministère de l'Intérieur et la tribu. Le cabinet d'avocats représentant les Osages a déclaré qu'il s'agissait du plus grand accord de fiducie avec une seule tribu de l'histoire des États-Unis.

## Dans la littérature et les médias
- John Joseph Mathews (un Osage) a basé son roman Sundown (1934) sur la période des meurtres[6].
- The Osage Indian Murders, une adaptation de l'affaire diffusée pour la première fois le 3 août 1935, était le troisième épisode de la série radiophonique G-Men, créée et produite par Phillips Lord avec la coopération du FBI. G-Men a duré 13 épisodes avant de quitter les ondes en octobre 1935. Une version réorganisée, Gang Busters, qui a adapté les cas d'un certain nombre d'organismes d'application de la loi américains différents plutôt que simplement le FBI, a fait ses débuts en janvier suivant.
- Le romancier Fred Grove, en partie Osage du côté de sa mère, avait 10 ans lorsqu'il fut un témoin des meurtres à la bombe de Bill et Rita Smith et Nettie Brookshire. Cet incident le hantait. Plusieurs de ses romans étaient basés sur des aspects de l'affaire : son premier roman, Flame of the Osage (1958), deux écrits à peu près au milieu de sa carrière : Warrior Road (1974) et Drums Without Warriors (1976), et un des derniers, Les Années de peur (2002).
- Les meurtres de la famille Kyle ont été présentés comme une partie dramatique du film de 1959, The FBI Story[13].
- John Hunt a dépeint cette période dans son roman The Grey Horse Legacy (1968)[19].
- Mean Spirit (1990) de Linda Hogan explore une version romancée des meurtres.
- Le roman de Tom Holm The Osage Rose (2008) est un récit fictif de meurtres sur le territoire d'Osage destiné à dépouiller les membres d'Osage de leurs redevances et de leurs terres.
- Le journaliste américain David Grann enquête sur l'affaire dans son livre de 2017, La Note américaine.
- Le livre de David Grann a reçu une adaptation cinématographique réalisée par Martin Scorsese en 2023, avec Robert De Niro, Lily Gladstone, Jesse Plemons, Tantoo Cardinal et Leonardo DiCaprio[20].